# صموئيل فرنسيس سميث
صموئيل فرنسيس سميث (بالإنجليزية: Samuel Francis Smith)‏ هو كاتب أغاني وشاعر أمريكي، ولد في 21 أكتوبر 1808 في بوسطن في الولايات المتحدة، وتوفي في 16 نوفمبر 1895.

## وصلات خارجية
- صموئيل سميث على موقع IMDb (الإنجليزية)
- صموئيل سميث على موقع ميوزك برينز (الإنجليزية)